# Península del Sinis

La península del Sinis

La península del Sinis es troba al centre occidental de Sardenya, entre la badia d'Is Arenas al nord i el golf d'Oristany al sud. Al mar, a l'oest de la península trobem l'Illa de Mal de Ventre i l'Illa del Català.
La península de Sinis s'estén de nord a sud des Capo Mannu a Capo San Marco, per a una longitud d'uns 19 km a l'oest-est des del mar de Sardenya fins a l'estany de Cabras, amb una amplada d'entre 5 i 8 km.
La zona, rica en terres fèrtils i amb estanys i mar rics en peixos, va ser habitada de forma permanent des del cinquè mil·lenni abans de Crist, com ho demostren les restes del poblat neolític de Cuccuru is Arrius trobats al canal de desguàs de l'estany de Cabras.
Els nombrosos nurags, que dominen els turons, mostren del control del territori durant l'Edat del Bronze i l'Edat del Ferro. les restes arqueològiques més conegut són, sens dubte, aquelles de la ciutat de Tharros, fundada pels fenicis al voltant del segle VIII abans de Crist, al tancament de Cap San Marco, i que va ser habitat fins al segle xi de la nostra era, quan, per ordre del Jutge d'Arborea, els vilatans es va traslladar a Oristany.